# Forges-les-Eaux
Forges-les-Eaux is een gemeente in het Franse departement Seine-Maritime in de regio Normandië en telt 3465 inwoners (1999). De plaats maakt deel uit van het arrondissement Dieppe.

## Geschiedenis
Forges-les-Eaux is op 1 januari 2016 uitgebreid met de per die datum opgeheven gemeente Le Fossé.

## Geografie
De oppervlakte van Forges-les-Eaux bedraagt 5,2 km², de bevolkingsdichtheid is 666,3 inwoners per km².

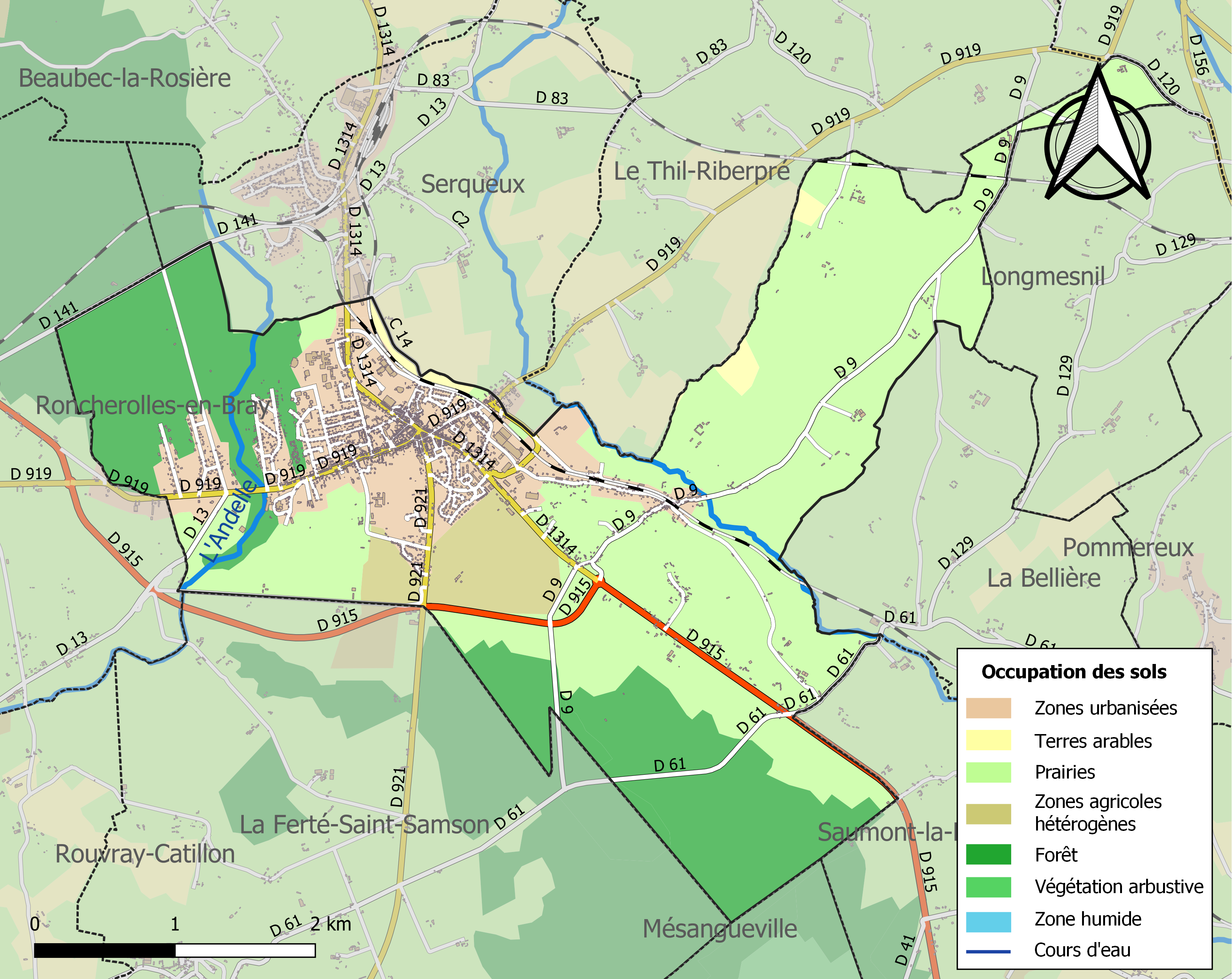
Kaart van de gemeente met de belangrijkste infrastructuur, bodemgebruik en omliggende gemeenten

## Verkeer en vervoer
In de gemeente ligt spoorwegstation Forges-les-Eaux.

## Demografie
Onderstaande figuur toont het verloop van het inwonertal.